# 文炯培
文炯培（韓語：문형배，1966年2月11日—），大韩民国法律工作者。 2019年，他被韩国总统文在寅直接任命为韩国宪法法院法官。 2024年，因李悰錫卸任，其任宪法法院代理院长，并于2025年4月18日卸任。

## 早年和教育
1965年出生于庆尚南道河东郡，是家中的长子。毕业于大亞高等學校，他在就读首尔大学法学系期间于1986年通过了第28届司法考试，并完成了第18届司法研修院的学业。

## 早期司法生涯
1992年任釜山地方法院法官，1995年3月任釜山东部地方法院法官，1998年2月任釜山高等法院法官，2001年2月任釜山地方法院法官。2004年2月升任院长，后任昌原地方法院院长。2007年2月任釜山地方法院院长。2012年2月任釜山高等法院院长。2014年4月任釜山高等法院昌原分院院长。他致力于法院劳动法界，并于2008年11月当选为进步法官团体“我们的法律研究协会”主席。
文炯培于2011年2月担任昌原地方法院晋州分院院长期间，在当地进行演讲并组建了志愿者团体，拥有法院行政经验。他表示：“担任釜山高等法院院长期间，扩大了工伤事故的认定范围，在公司解散并将业务转让给关联公司以避免因不正当解雇的最终判决而复职的情况下，也承认了滥用法人人格。他还严格解释重组的必要性，在对劳资双方做出平衡的同时，保护了劳动者的权利。”
他于2016年2月升任釜山家庭法院院长。任职两年后，于2018年2月成为釜山高等法院的院长。

## 宪法法院法官时期
2019年3月20日，他被文在寅总统提名为宪法法院法官，任期六年，接替趙龍鎬法官，4月19日，文在寅总统完成了正式任命。
文炯培还于2024年10月18日起担任宪法法院代理院长  ，担任尹錫悅彈劾案的法官之一。关于鄭亨植被任命为弹劾程序的主审法官，文炯培表示，“无论谁担任主审法官，审判的节奏和方向都不会改变”。 
2025年1月25日，执政党國民力量针对文炯培发表“韩国应向朝鲜提供更多援助，中国应鼓励与朝鲜改善关系，以在朝核问题上保护韩国利益”的言论，声称文炯培親中亲朝。 
2025年1月29日，执政党国民力量批评文炯培与共同民主党代表李在明关系密切。国民力量还表示，“文炯培、李美善、鄭桂先三位法官均为极左派，应回避尹总统的弹劾审判”。 

## 言论
2005年8月，因违反《公职人员选举法》而被起诉的金政夫议员拒绝出庭受审，文炯培在宣判前表示：“古希腊哲学家苏格拉底因反民主主义而被监禁时，尽管好友克里托劝阻，他也没有越狱。”他还表示：“苏格拉底本人是无辜的，所以也暗示了他即使死后下地狱也要证明自己清白的决心。”他还表示：“如果被告认为自己无罪，当然应该出庭证明自己的清白。” 
2006年7月12日，文炯培审判了因对自己处境感到绝望而试图纵火焚烧房屋的黄某（33岁，女）。认定其纵火未遂罪成立。判处黄某有期徒刑10个月，缓刑2年，并送给黄某一本中国作家的散文集《死前必做的49件事》。 
2007年2月7日，文炯培审判因企图自杀而纵火焚烧酒店房间被捕的一被告。被告被要求“连续喊十遍‘自杀、自杀、自杀’”。他接着说：“被告喊出的‘自杀’在我们听来就像‘活着’一样”，“30多岁这么年轻就想死是不对的”。他并嘱咐被告说：“一定要把想死的理由，换成活下去的理由，重新生活。” 也同样送给她一本《死前必做的49件事》。
2010年，进步派法官团体“我们的法律研究协会”因在重大政治案件中做出无罪判决而受到保守派的攻击。当时一位法官表示：“如果不小心，可能会引起人们的担忧和误解，有人会认为法官会私下聚集并形成强大的势力”，“最高法院应该调查‘我们的法律研究协会’的目的和活动，如果有任何疑虑，建议解散该协会”。“我们的法律研究协会”前主席文炯培反驳道：“‘我们的法律研究协会’是法院内部通讯网络Court.net上注册的学术组织。今年，当第六卷包含成员名单的论文出版时，其学术研究组织的性质将更加明确。” 

## 职务履历
- 1987年：首尔国立大学法学院毕业
- 1992年：釜山地方法院法官
- 2012年：釜山高等法院主审法官
- 2016年：釜山家事法院院长
- 2019年至2025年：韩国宪法法院大法官
- 2024年至2025年：韩国宪法法院代理院长[16]